# 王石峻
王石峻（1927年—），男，江苏涟水人，中华人民共和国军事人物，中国人民解放军海军少将，曾任中國人民解放軍海軍指揮學院副院長。